# حسن أباد (أرومية)
حسن أباد (بالكردية: حەسەناڤا) هي إحدى القرى التابعة لـمرغور في ريف قسم سيلوانه من مقاطعة أرومية، في محافظة أذربیجان الغربیة الإيرانية.

## السكان
حسب إحصاءات سنة 2006، بلغ إجمالي السكان في حسنافا 372 نسمة وعدد المساكن 61 مسكن. لغة سكان حسنافا هي اللغة الكردية و هم من أهل السنة والجماعة والمذهب الشافعي.